# Lenggong
Lenggong é uma cidade em Perak, Malásia. Localiza-se a cerca de 75 km ao norte de Ipoh.

## UNESCO
A UNESCO inscreveu Património arqueológico do Vale de Lenggong como Patrimônio Mundial por "incluir quatro sítios arqueológicos com itens de cerca de 2 milhões de idade, um dos locais que indicam a presença humana mais antigo do mundo e o mais antigo fora da África."